# Ichizo Nakata
Ichizo Nakata (中田 一三, Ichizo Nakata) est un footballeur japonais né le 19 avril 1973.

## Biographie
|